# レイト×2ショー with ジェームズ・コーデン
『レイト×2ショー with ジェームズ・コーデン』（レイト・レイト・ショー・ウィズ・ジェームズ・コーデン、The Late Late Show with James Corden）は、CBSで放送されていたジェームズ・コーデンが司会を務めるアメリカ合衆国の深夜トーク番組。『ザ・レイト・レイト・ショー』シリーズの4代目である。月曜から金曜の夜にアメリカで放送されているが、スタジオに観客を入れた収録は月曜から木曜の午後、カリフォルニア州ロサンゼルスのボブ・バーガー・スタジオ（スタジオ33）の真上にあるスタジオ56で、初放送の放送が予定されている週に収録される。フルウェル73とCBSテレビジョンスタジオが製作している。
コーデンは、2014年9月8日にクレイグ・ファーガソンの後任として番組の新司会として発表された。元々、2015年3月9日に初回を放送する予定だったCBSは、コーデンのデビューを宣伝する手段としてNCAAバスケットボールトーナメントを利用するため、2015年3月23日に初回放送日を変更した。
2017年4月4日、コーデンが3つの特別エピソードを放送するために、『ザ・レイト・レイト・ショー』をイギリスに持ち込むことが明らかになった。

## 定期的に放送される企画
カープール・カラオケ
コーデンとミュージシャンのゲストが、通常ロサンゼルスの計画されたルートを運転しながら歌を歌う。コーデンは、このコーナーは2011年に放送されたイギリスのチャリティー番組『レッド・ノーズ・デイ2011』に参加したギャヴィン・アンド・ステイシーをテーマにしたスケッチから思いついたと説明している。彼は車の中でジョージ・マイケルと一緒に歌を歌ったのである。「ベン・ウィンストンと私は、普通の状況で自分の歌を歌う有名人というのは、とても楽しそうな何かがあると常に思っていた。私たちがそのとき持っていたアイディアは、ロサンゼルス、交通、相乗り。多分、我々はこれをやってのけることができると思った」。これまでレディー・ガガ、ブリトニー・スピアーズ、セレーナ・ゴメス、ジャスティン・ビーバー、スティービー・ワンダー、ワン・ダイレクション、アデル、デミ・ロヴァート、マライア・キャリー、シーア、レッド・ホット・チリ・ペッパーズ、ポール・マッカートニーなどの有名アーティストが出演しており、『レイト・レイト・ショー』のYouTube公式チャンネルでも公開されている。それらはバイラル・ビデオとして人気を博している。5日以内に4200万回の再生回数を記録したアデルの出演回は、2013年以降の深夜番組の中で最高のバイラル・ビデオになっている。アデルの出演回の再生回数は2017年5月時点で1億5700万回以上。ミシェル・オバマ大統領夫人が出演した回（最終的にミッシー・エリオットが「ディス・イズ・フォー・マイ・ガール」を歌った）は、2016年7月20日に発表され、2017年5月現在で5,500万回以上の再生回数を記録している。2016年、この企画のハイライトを特集したプライムタイムの特別番組とジェニファー・ロペスの新しいエディションを放送。特別番組は、エミー賞バラエティ/音楽/コメディ番組賞を受賞。
インターネット上のこの企画の人気は、2つの異なるシリーズを生み出した。2016年7月、Apple Musicがコーデンの「カープール・カラオケ」をベースにしたシリーズを「カープール・カラオケ:ザ・シリーズ」という題名で配信することが発表された。この決定は、Spikeがクレイグ・ロビンソンが司会を務める「カラオケ・ショーダウン」という企画に触発されたシリーズを放送する計画を発表した後に行われた。
ドロップ・ザ・マイク（Drop the Mic）
コーデンとゲストがラップバトルを繰り広げる。これまで出演したゲストは、デヴィッド・シュワイマー、レベル・ウィルソン、カーラ・デルヴィーニュ、デイヴ・フランコ、ケヴィン・ハート、アン・ハサウェイなど。
ザ・ボールド・アンド・ザ・リリカル（The Bold and the Lyrical）
コーデンと複数の有名人ゲストが、流行りのヒット曲の歌詞を使って、ドラマチックな昼ドラ風コントを演じる。
テイク・ア・ブレイク（Take a Break）
コーデンが他の業界に赴いて仕事をし、そこの従業員に「休憩を与える」。この企画ではレンズクラフターズやプラネット・ハリウッド・リゾート・アンド・カジノ、ザ・プライス・イズ・ライト、ロサンゼルス市長など様々な職業に挑戦している。
クロスウォーク・ザ・ミュージカル（Crosswalk the Musical）
コーデンとゲストが、赤信号になった横断歩道の真ん中でフラッシュモブ形式のミュージカルを行う。
トーキング・メンタリスト（Talking Mentalist）
2015年夏、CBSは『ザ・レイト・レイト・ショー』への導入部としてドラマ番組の再放送を行い、『ザ・レイト・ショー・ウィズ・スティーヴン・コルベア』の初演に向けて話題作りを行った。『トーキング・メンタリスト』（『アフターショー』トーキング・デッドのパロディ）では、ジェームズとゲストが再放送された『メンタリスト』の感想を話し合った。その後、『トーキング・デッド』の司会者クリス・ハードウィックがゲスト出演した回に、『トーキング・Hawaii Five-0』としてスケッチが再現された。
セレブリティ・ノーズ（Celebrity Noses）
有名人の鼻に関する不特定活動を取り上げるが、最終的にコーデンが時間を使い果たしてしまう様々な問題によって失速する。
スピル・ユア・ガッツ・オア・フィル・ユア・ガッツ（Spill Your Guts or Fill Your Guts）
コーデンとゲストがお互いに質問しあうゲーム。用意されている質問は、とても恥ずかしく、自己非難的で、論争の的となるようなものである。質問に答えるかどうか選択し、答えられない場合は、用意された不快な食べ物（小さな昆虫、体液、動物の贓物または器官など）を食べなければならない。

## 受賞と候補
Awards
| 年     | 賞                                                  | 部門                           | 結果       | 出典   |
| ------ | --------------------------------------------------- | ------------------------------ | ---------- | ------ |
| 2015年 | 第5回クリティクス・チョイス・テレビジョン・アワード | トーク番組賞                   | ノミネート | [ 29 ] |
| 2016年 | 第6回クリティクス・チョイス・テレビジョン・アワード | トーク番組賞                   | ノミネート | [ 30 ] |
| 2016年 | 第68回プライムタイム・エミー賞                      | バラエティ・トークシリーズ部門 | ノミネート | [ 31 ] |
| 2016年 | 第68回プライムタイム・エミー賞                      | インタラクティブ番組賞         | 受賞       | [ 31 ] |
| 2016年 | 第68回プライムタイム・エミー賞                      | 演出監督賞バラエティ部門       | ノミネート | [ 31 ] |
| 2016年 | 第68回プライムタイム・エミー賞                      | バラエティ/音楽/コメディ番組賞 | 受賞       | [ 31 ] |
| 2016年 | 第7回クリティクス・チョイス・アワード               | トーク番組賞                   | 受賞       | [ 32 ] |

## 放送
2016年以来、イギリスとアイルランドでは、スカイオンデマンドサービスとナウTVで放送され、各放送はアメリカ放送の翌日に利用可能である。スカイQの利用者はまた、オンラインビデオセクションからいくつかのコンテンツを視聴することが出来る。
カナダでは、CBSとの同時放送でCTVで放送されている。この番組は、以前は姉妹局のCTV 2で放送されていたが、2016年2月8日にCTVのメイン局に移動し、『レイト・ナイト・ウィズ・セス・マイヤーズ』と共に深夜放送に切り替わった。
オーストラリアでは、この番組はCBSのオーストラリアパートナーであるネットワーク・テンによって買い取られた。2015年5月24日にネットワーク・テンの姉妹局イレブンで、北半球の夏の動きに追いつくために週7日間の放送スケジュールで放送された（9月までに、新しいアメリカのテレビ番組の開始に追いついて、週末のリピート放送で1日遅れで放送する）。CBSはイレブンの1/3の株式を保有している。
フランスでは、毎週月曜日から金曜日の午後11時35分に、MCMで放送されている。
ニュージーランドでは、2016年3月20日から国有放送局のTVNZのチャンネルデュークで放送が開始された。
アジアでは、2015年8月3日にRTL・CBS・エンターテインメントで放送開始。それは『ザ・レイト・ショー・ウィズ・スティーヴン・コルベア』に続いて平日の夜に放送されている。
ドイツでは、2016年5月以来、放送局RTLのオンラインサービスRTL II Youで放送されている。